# Medrese Churdshum

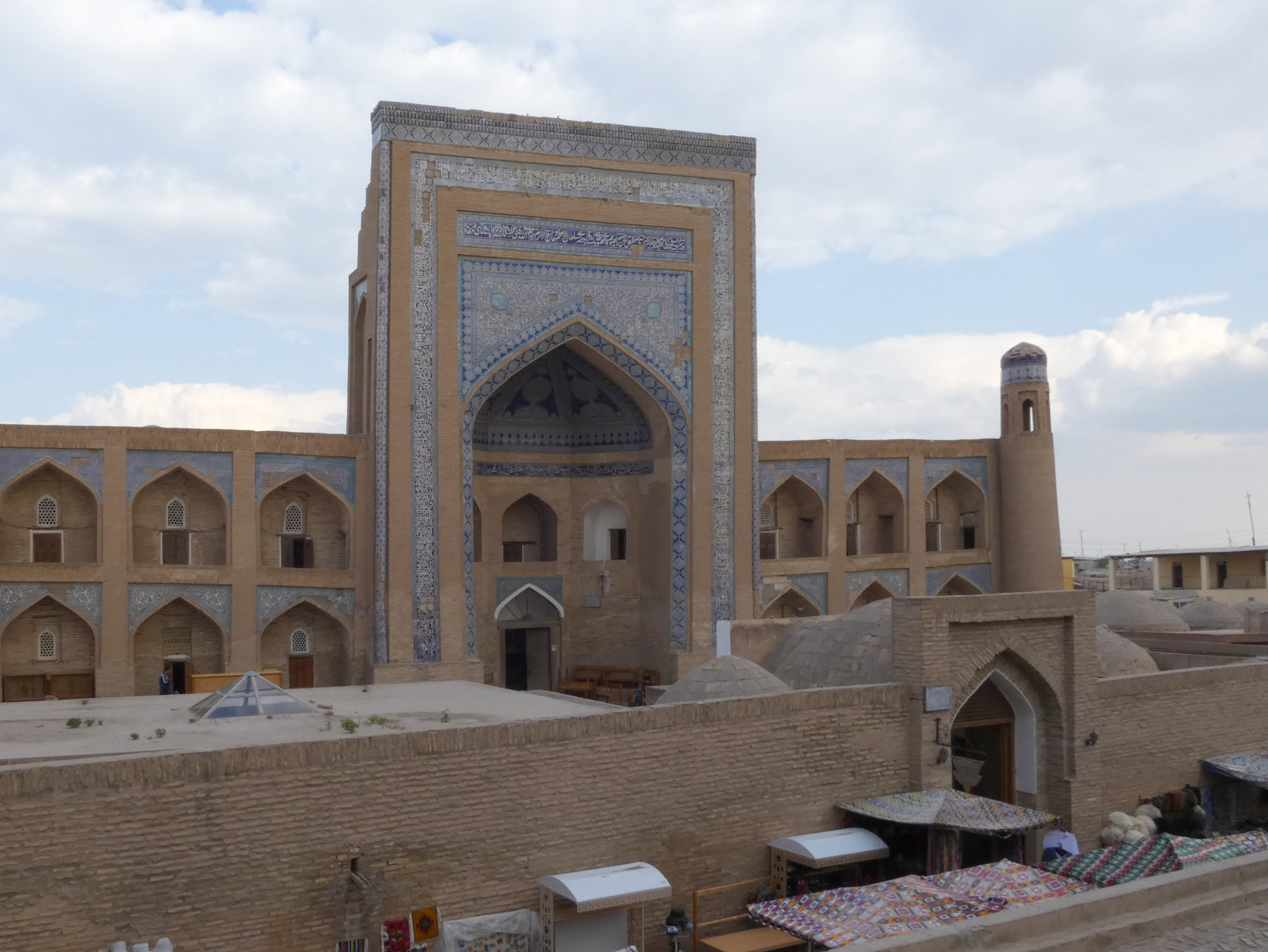
Im Vordergrund flach die Medrese Churdshum, dahinter die große Medrese Alla Kuli Khan

Die Medrese Churdshum oder auch Medrese Khodjambery Bei (usbekisch Xo'jashberdiboy Madrasasi) ist eine Medrese beziehungsweise der bauliche Rest einer Medrese in Ichan Qalʼа, der historischen Altstadt Chiwas. Sie ist Teil des UNESCO-Welterbes. Sie steht unmittelbar vor der deutlich größeren Medrese Alla Kuli Khan. 

## Bauwerk
Die Medrese Khodjambery Bei wurde als erste Medrese am Palwan-Darwaza 1688 errichtet. 150 Jahre später wählte der Khan Chiwas Alla Kuli diesen Platz für den Bau einer neuen Medrese. Für diese wurde unter anderem die Hauptwand der Medrese Khodjambery Bei zerstört. Die Rest der alten Medrese wurde in zwei Teile zerschnitten. Große Teile dienten als Fundament der neuen Medrese Alla Kuli Khan. Aus der zweiteiligen Zerschneidung leitet sich der neue Name Medrese Churdshum (deutsch Satteltasche) ab.
Die Medrese ist ein Lehmziegelbau mit wenig äußerer Verzierung.